# Diospyros dicorypheoides
Diospyros dicorypheoides är en tvåhjärtbladig växtart som beskrevs av Joseph Marie Henry Alfred Perrier de la Bâthie. Diospyros dicorypheoides ingår i släktet Diospyros och familjen Ebenaceae. Utöver nominatformen finns också underarten D. d. meridionalis.